# Rebreuve-Ranchicourt

Rebreuve-Ranchicourt este o comună în departamentul Pas-de-Calais, Franța. În 1 ianuarie 2022 avea o populație de 1.071 de locuitori.